# 히가시하마역
히가시하마역(일본어: 東浜駅)은 일본 돗토리현 이와미군 이와미정에 있는 서일본 여객철도 산인 본선의 역이다. 상대식 승강장 2면 2선의 구조를 지닌 지상역이다. 산인 본선에서부터 최초의 돗토리 현 내의 역이며, 최북단에 위치해 있다.

## 타는 곳
| 플랫폼 | 노선        | 방향   | 행선지                   |
| ------ | ----------- | ------ | ------------------------ |
| 1      | ■ 산인 본선 | 상행선 | 하마사카 · 도요오카 방면 |
| 2      | ■ 산인 본선 | 하행선 | 돗토리 · 요나고 방면     |

## 역 주변
- 히가시하마 해수욕장

## 역사
- 1950년 1월 1일 : 개업.
- 1968년 10월 10일 : 화물 취급을 폐지.
- 1987년 4월 1일 : 민영화에 의해, 서일본 여객철도로 이관.

## 인접 정차역
| 서일본 여객철도 산인 본선 | 서일본 여객철도 산인 본선 | 서일본 여객철도 산인 본선 |
| ------------------------- | ------------------------- | ------------------------- |
| 이구미 교토 방면          | ■ 산인 본선               | 이와미 돗토리 방면        |